# Samir Moussaoui
Samir Moussaoui, född 15 maj 1975, är en algerisk friidrottare. Han deltog vid olympiska sommarspelen 2000 och olympiska sommarspelen 2004.